# Michel Quéval
Michel Quéval, né le 18 avril 1929 à Rouen et mort le 23 janvier 2005 à Perpignan, est un pianiste et chef d'orchestre français.
Son père Roger Quéval était accordéoniste et marchand de musique. Enfant, il fit partie de la Maîtrise Saint-Evode de la cathédrale de Rouen sous la direction du chanoine Robert Delestre qui orienta sa carrière. Il arrangea, dirigea et enregistra des musiques de variétés sous divers pseudonymes : Jeff W. Higginbothom, Archie X. Morrison, Michel de Faria, Célestin Vichi, Bob Softhorn… Il réalise aussi les arrangements du groupe des "Bass'Harmonistes" (enregistrements Pathé). C'est lui qui tient le piano dans nombre de musiques de films de Michel Legrand.
Il obtint un premier prix de piano premier nommé au Conservatoire national supérieur de musique et de danse de Paris dans la classe de Jean Doyen et suit également les classes de musique de chambre, harmonie, contrepoint, fugue, analyse. Il se voit récompensé par le Grand Prix d'Interprétation de la musique espagnole. Dès lors, il effectua des tournées en Égypte, au Liban, en Tunisie, au Maroc, en Algérie, en Suisse, au Luxembourg, en Belgique, aux Pays-Bas, en Italie. Il est à l'origine de la création du Conservatoire Assartx de La Celle Saint Cloud.
Michel Quéval entra sur concours au Théâtre National de l'Opéra de Paris en tant que pianiste soliste, pour jouer toutes les œuvres pour piano solo et orchestre. En 1968, sur proposition de Manuel Rosenthal, le directeur Emmanuel Bondeville le nomme au poste de chef d'orchestre. Il a depuis dirigé de nombreux ballets avec l'Opéra de Paris et collaboré avec les plus prestigieux chorégraphes : George Balanchine, Jerome Robbins, Maurice Béjart, Roland Petit, Léonide Massine, Merce Cunningham, Carolyn Carlson, William Forsythe, Rudolf Noureev... Il a dirigé au Bolchoï, au Kirov, à Covent Garden, à la Scala, à Genève, au Sadler's Wells, à New York, au Teatro Colón de Buenos Aires, à Helsinki, à l'Opéra de Monte-Carlo, etc., où il s'est produit avec des orchestres tels que le Basler Festival Orchester, l'Orchestre de l'Opéra national de Paris, le Royal Swedish Opera Orchestra, l'Orchester der Deutschen Oper Berlin, etc.
Depuis 1972, Michel Quéval a été directeur musical du ballet de Tokyo et chef invité de l'orchestre philharmonique de Tokyo.
Il enseigna l'analyse au CNSM de Paris où il forma de nombreux élèves parmi lesquels Franck T'Hézan, Damien Top, Jérôme Corréas, Till Fechner, etc.
Il a composé des œuvres pour piano (Pièces neutres), pour deux pianos (Suite brésilienne), pour violon et piano (6 pièces), pour quatuor à cordes (Prélude et Scherzo), ainsi que Musique pour la classe de Danse (enregistrement Unidisc 30 151).
Il a fondé en 2003 l'Orchestre de Catalogne afin de lutter contre la désertification culturelle en milieu rural.
Il meurt le 23 janvier 2005 à Perpignan et est enterré dans la commune du Boulou. Un concert à sa mémoire est organisé dans le Nord : l'orchestre des Solistes de Brno est dirigé par Damien Top en 2006 à Cassel.
Il est le père de Laurent Queval, ancien sujet du Ballet de l'Opéra de Paris.
Ses archives musicales est conservée au Centre International Albert Roussel.

## Enregistrements
En tant que pianiste
- Valses avec Michel Quéval, Teppaz Lyon 25751
- Merveilles du Ballet, Unidisc 30 187
- Ludwig van Beethoven : Sonate op. 2 no 3, Sonate op. 57 dite "Appassionata", 33t Concerteum
- Ludwig van Beethoven : Sonate no 14, op.27 no 2 dite "Clair de Lune", 45t GEM
- Frédéric Chopin : Valses,Grande Polonaise 33t GEM
- Liszt : Rêve d'amour, Cantabile, 45t, GEM, 1960
- Liszt : Cantabile, 45t, GEM
- Liszt : Funérailles, 45t, GEM
- Robert Schumann : Scènes d'enfants, 45t GEM
- Musique espagnole de piano : Albéniz, Granados, de Falla, 33t GEM
- Georges Gerschwin : Rhapsody in blue, Richard Addinsell : Concerto de Varsovie, orchestre symphonique Harphonia, dir. Isaïe Disenhaus, Teppaz
- Stravinsky : Les Noces, Chansons russes, Orchestre de l'Opéra de Paris, dir. Pierre Boulez, Michel Quéval, piano, Adès

En tant que chef d'orchestre
- Auber : Marco Spada, Cybelia
- Jens Lolle : Les Caprices de Cupidon, Orchestre de l'Opéra de Paris, dir. Quéval, Cybélia.
- Minkus : La Bayadère, Rudolf Noureev, Orchestre Colonne, dir. Michel Quéval, DVD
- Roussel : Le Festin de l'araignée, Orchestre de l'Opéra national de Paris, Cybelia
- Messager : Les Deux Pigeons, Orchestre de l'Opéra national de Paris, 1987, Cybélia
- Prokofiev : Cendrillon, chorégraphie Rudolf Noureev, Orchestre et corps de Ballet de l'Opéra de Paris, dir. Michel Quéval, DVD 1988
- Strauss : Valses, orchestre Pasdeloup, salle Pleyel, 1991
- Tchaïkovsky : Le Lac des cygnes, The Royal Swedish Ballet & The Royal Swedish Opera Orchestra, Michel Quéval, DVD Opus Arte
- Tchaïkovsky : Casse-noisette, Opéra de Paris, Michel Quéval, DVD
- Émotions : Albéniz, de Falle, Turina, Bach, Casals, Orchestre de Catalogne, dir. Michel Quéval, VIP Conseils 2005